# Euophrys omnisuperstes
Euophrys omnisuperstes ist eine Spinnenart aus der Gattung Euophrys innerhalb der Familie der Springspinnen (Salticidae), die in den Hochlagen des Himalayas vorkommt. Der Artzusatz omnisuperstes vom lateinischen omni, alle und superstes, über jemandem stehend, in der Erstbeschreibung standing  above  all, bezieht sich auf das Vorkommen in Höhenlagen oberhalb dem Vorkommen anderer Arten.

## Merkmale
Euophrys omnisuperstes ist eine kleine Springspinne. Für Männchen wird eine Gesamtlänge von 3,8 mm angegeben, für Weibchen 3,81 und 5 mm. Die Farbe des mit hellbraunen und weißlichen Haaren bedeckten Carapax wird von Wanless als dunkelbraun, schwärzlich mit metallischem Glanz am Kopf beschrieben. An den Seiten des vorderen Bereiches des Prosoma (Kopfbereich) befinden sich lange, braune Haare. Die acht Augen liegen in drei Reihen, die vordere Reihe ist zurückgebogen und von weißen sowie langen braunen Haaren gesäumt. Der mittelhohe Clypeus ist dunkelbraun mit langen hellbraunen Haaren. Die mittelgroßen, kräftigen, vertikalen und parallelen Cheliceren sind bräunlich meliert mit schwarz, die inneren Ränder sind gelbbraun. Am inneren Rand tragen sie zwei Zähne (Promarginal-Zähne) und am äußeren Rand einen Zahn (Retromarginal-Zahn). Sie sind dünn mit feinen braunen Haaren bedeckt. Die kräftigen, kurzen Klauen sind dunkelbraun. Die Maxillen sind hellbraun, schwarz meliert, am inneren distalen Rand weißlich. An ihrem äußeren distalen Rand befindet sich eine Apophyse. Das hellbraune Labium mit weißlicher Spitze ist etwas dreieckig. Die bräunlich schwarze Brustplatte (Sternum) ist etwas breit mit braunen Punkten oder Vertiefungen und an den Rändern mit langen weißen Haaren gesäumt. Die Coxen sind bräunlich schwarz. Der Hinterleib (Opisthosoma) ist nach Wanless schwarz mit zwei Paaren undeutlicher kreisförmiger Vertiefungen (Sigilla) und behaart mit kurzen weißlichen und langen hellbraunen Haaren. Die moderat langen, mit Ausnahme des robusten Paares I ähnlich schlanken Beine sind bräunlich, schwarz meliert mit schwärzlicher Strichelung besetzt mit zahlreichen hellbraunen schlanken Stacheln. Die Tarsen der Beinpaare I und II sind gelbbraun mit hellbraunen Haaren, die Palpen gelbbraun und die Femora zum Bauch hin ventral schwarz durchsetzt und mit weißen und hellbraunen Haaren. Prosoma und Opisthosoma der Tiere sind jeweils länger wie breit.
Dhali et al. beschrieben ein westbengalisches Exemplar als am Prosoma braun und den Augenbereich mit Ausnahme der schwarzen seitlichen und vorderen Ränder als dunkelbraun. Das Prosoma ist am Vorderende gerade, abgestutzt, am Hinterende etwas breiter und U-förmig, mit weißem Haarflaum. Die Kopfregion ist nach vorne abfallend, flach, breiter als lang. An den Seiten befinden sich lange hellbraune Haare. Auf dem Brustbereich verläuft längs in der Mitte eine Fovea. Die acht perlweißen Augen sind jeweils mit weißen, langen Haaren gesäumt. Auf dem Thorax befindet sich in der Mitte in Längsrichtung eine deutliche schwarze Fovea. Die Maxillen sind gelblichbraun, das Sternum gelb mit hellbraunen Rändern, die Beine gelb. Dhali et al. beschreiben den Hinterleib als cremeweiß mit grauer Zeichnung und die Bauchseite des Hinterleibes als cremeweiß.
Die Weibchen ähneln im Allgemeinen den Männchen, der weibliche Allotypus ist mit einer Gesamtlänge von 5 mm größer als der männliche Holotypus.

## Verbreitung, Lebensraum und Lebensweise
Der Holotypus stammt aus dem Barun Tal (gelegen im Makalu-Barun-Nationalpark) in Nepal aus einer Höhe von 5943 m, der Allotypus wurde in 5334 m Höhe gesammelt. Paratypen stammen aus dem Barun Tal sowie aus dem oberen Rongpu bzw. dem Rongpu-Tal und Tenkije in Tibet von Höhen zwischen 4419 und 5943 m. Ein in 6705 m Höhe gesammeltes juveniles Exemplar war in schlechtem Zustand und da juvenile Tiere oft nicht sicher zu bestimmen sind, wurde dieses Exemplar nicht zu den Paratypen gezählt. 1975 wurde ein Fund aus dem Gorumara National Park im indischen Bundesstaat Westbengalen gemeldet.
Nach ersten Berichten über kleine, schwarze, immature Springspinnen, auf felsigem Geröll in 6705 m Höhe an den Hängen des Mount Everest, gab es Kontroversen darüber, ob diese Spinnen Irrgäste sind oder dauerhaft dort leben. Die Entdeckung von adulten Tieren zusammen mit kleinen Fliegen und Springschwänzen durch Swan (1961) auf verschiedenen Höhenlagen im Himalaya zeigte jedoch deutlich, dass diese Springspinnen dauerhaft in dieser unwirtlichen Umgebung leben. In derselben Arbeit konnte Swan nachweisen, dass diese einzigartige Gemeinschaft auf vom Wind herangetragener Vegetation beruht und dass Spinnen als einzige Räuber das letzte Glied in dieser einfachen Nahrungskette bilden. Sie ernähren sich von den Insekten, die wiederum von Pilzen und verrottender Vegetation leben. Wanless merkt dazu an, dass die Arten aus diesen Höhenlagen den Tieren aus gemäßigten Regionen ähneln und keine offensichtlichen Anpassungen für das Leben unter solchen extremen Bedingungen erkennen lassen. Die frostigen Temperaturen scheinen sie zu überleben, weil sie die Nächte und gelegentlich sonnenlosen Tage in Kokons aus Spinnenseide unter Geröll verbringen.
In Westbengalen wurden die Tiere in Waldschutzgebieten vom Boden und Waldstreu und unter Steinen gesammelt. Nach Dhali et al. ist die Art ein häufiger Bewohner von Waldstreu.

## Forschungsgeschichte
Euophrys omnisuperstes wurde bereits 1924 von R.W.G. Hingston bei der dritten britischen Expedition zum Mount Everest bis zu einer Höhe von 6700 Metern beobachtet. Die von ihm gesammelten Exemplare blieben jedoch im Britischen Museum lange unbeachtet. 1954 entdeckte man, dass sie sich von Fliegen und Springschwänzen ernähren, die bis zu einer Höhe von 6000 Metern anzutreffen sind. Die erste systematische Beschreibung aus dem Jahr 1975 stammt von F. R. Wanless, Kurator im Britischen Museum, der auch den wissenschaftlichen Namen einführte.